# David Terrazas Villegas
David Terrazas Villegas (Vallegrande, Bolivia, 14 de diciembre de 1908-22 de agosto de 1955) fue un militar boliviano que desempeñó el cargo de Comandante General del Ejército de Bolivia durante los últimos años de la llamada "república oligárquica". Terrazas participó activamente en la Guerra del Chaco, donde recibió varios ascensos de rango. Destacó como uno de los pocos militares bolivianos que tomaron parte en la Guerra de Corea, siendo condecorado con la Legión al Mérito en 1951 por su "conducta excepcionalmente meritoria en el desempeño de destacados servicios al gobierno de los Estados Unidos". Debido a sus afinidades políticas, fue exiliado cuando el Movimiento Nacionalista Revolucionario tomó el poder en 1952. Tres años después, fue asesinado, posiblemente debido a su continuo respaldo a la oposición en Bolivia.

## Primeros años de vida
Terrazas nació en Vallegrande, Departamento de Santa Cruz, el 14 de diciembre de 1908. Aunque su familia provenía de Cochabamba, se trasladaron a Vallegrande cuando su padre consiguió empleo en la zona. A la edad de quince años, enviaron a Terrazas a La Paz para que cursara estudios en una escuela militar. En 1929, culminó su formación en el Colegio Militar de La Paz, obteniendo el rango de subteniente de Infantería.

## Guerra del Chaco
Ascendido a teniente en 1932, Terrazas desempeñó un papel destacado en la primera etapa de la Guerra del Chaco como Oficial Mayor de la tercera división. En la segunda fase de la contienda, participó en enfrentamientos cruciales en lugares como Ingavi, Platanillos, Campo Jurado, y lideró operaciones importantes en La China, Strongest, Laguna Loa, Campo Santa Cruz y 27 de Noviembre como Comandante del Regimiento Montes. Durante la tercera fase, Terrazas estuvo presente durante la retirada del Cuerpo de Caballería del Segundo Cuerpo de Ejército, participando posteriormente en acciones en Carandaiti, Villamontes, Aguara, Parapeti, Laguna Camatindi, donde resultó herido. Asimismo, formó parte de la ofensiva en el sector central, contribuyendo a la retoma de Boyuibe, ascendiendo a Huirapitini y Mandeyapecua como comandante del Regimiento 16 de Infantería del Beni. En 1935, fue ascendido al rango de capitán en pleno campo de batalla, obteniendo varios premios en reconocimiento a su elevada moral y valiente actuación contra el enemigo.

## Oficial militar superior
Mediante concurso obtuvo una beca para viajar a Francia, donde obtuvo el diploma de Jefe de Estado Mayor de la École militaire de París, ubicándose en el primer lugar entre los estudiantes latinoamericanos. Al regresar a su país, se desempeñó como Comandante de Batallón en el Colegio Militar de La Paz de 1941 a 1943. En 1944 se desempeñó como Agregado Militar en la Embajada de Bolivia en Chile.En 1946, fue nombrado Comandante General del Ejército durante una época de crisis institucional, que superó con éxito. Dejó el cargo en 1949 y asumió el rol de Agregado Militar en la Embajada de Bolivia en Washington D. C..En este cargo, Terrazas fue enviado como agregado de Bolivia a Corea, representando a su país en la Guerra de Corea, donde vio algunas acciones.
Recibió todas las condecoraciones posibles que otorga el Ejército de Bolivia por actos de guerra. La nación le otorgó el Cóndor de los Andes, en rango de Comandante y Gran Cruz. Ostentaba la Legión de Honor de Francia, la Orden del Libertador General San Martín de Argentina, Gran Oficial de la Orden del Mérito Militar de Brasil, y otra de los Estados Unidos de América.

## Exilio y asesinato
En 1951, Mamerto Urriolagoitía lanzó un autogolpe, conocido como mamertazo, que colocó al ejército al mando del país. Hugo Ballivián, como Comandante General del Ejército, asumió ese año la Presidencia de Bolivia. Terrazas permaneció en su cargo en Washington D. C. hasta que la Revolución Nacional Boliviana de 1952 derrocó al gobierno en ejercicio. Con el Movimiento Nacionalista Revolucionario en el poder, Terrazas fue llamado a Bolivia. Acosado por sus detractores dentro de las Fuerzas Armadas, en 1952 se exilió en la República del Perú. Allí vivió en Lima, donde dirigió una prestigiosa empresa industrial.
Sin embargo, a pesar de su exilio, mantuvo contacto con disidentes dentro de Bolivia. Su correspondencia interceptada en 1953 fue considerada una amenaza para la seguridad nacional. Si bien sus complots pueden haber sido inofensivos, Terrazas estuvo implicado en un plan para derrocar a Víctor Paz Estenssoro. Unos años más tarde, Terrazas viajó a Argentina por motivos personales, donde fue asesinado el 22 de agosto de 1955, presuntamente por motivos políticos. Su asesinato sigue siendo un misterio, aunque su apoyo a la oposición en Bolivia podría haber conducido en última instancia a su desaparición.

## Matrimonio y familia
Terrazas se casó con Bethsabe Virrueta Aponte, miembro de una familia adinerada de Cochabamba. Era miembro de la familia Terrazas, que incluye a Melchor Terrazas, Manuel Terrazas y Hernán Terrazas Céspedes. Era primo segundo de Hernán, quien también era militar y se desempeñaba como alcalde de Cochabamba.